# Agent vert

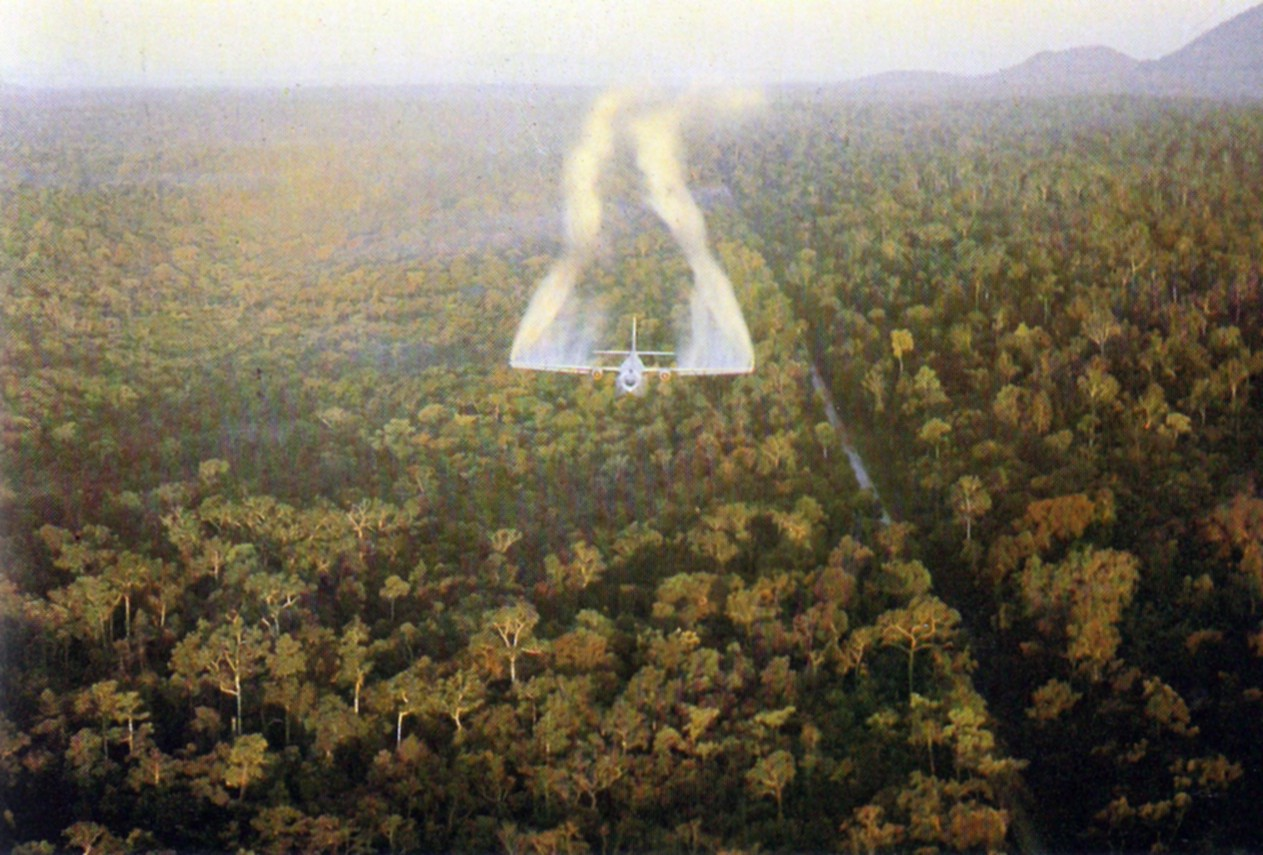
Un Fairchild UC-123B vaporisant du défoliant durant l'opération Ranch Hand en 1962

L'agent vert est le nom de code d'un puissant herbicide et défoliant utilisé par l'armée américaine dans son programme 'Herbicidal Warfare' pendant la guerre du Viêt Nam. Son nom vient de la bande verte peinte sur les barils pour identifier le contenu. Il faisait partie des "herbicides arc-en-ciel", parmi lesquels on retrouve entre autres le tristement célèbre agent orange. L'agent vert ne fut utilisé qu'entre 1962 et 1964, au début de la période d'essai du programme de pulvérisation.
Le seul ingrédient de l'agent vert était l'acide 2,4,5-trichlorophénoxyacétique (2,4,5-T), un herbicide très utilisé à l'époque. On apprit plus tard[Quand ?] qu'une dioxine,  la 2,3,7,8-tétrachlorodibenzo-p-dioxine (TCDD), était produite lors de l'élaboration du 2,4,5-T et qu'elle se trouvait alors dans tous les herbicides composés de cet acide. Comme l'agent vert n'était composé que de 2,4,5-T, comme les agents rose et bleu, il contenait un taux de dioxine bien plus élevé que l'agent orange.
Le champignon Fusarium oxysporum est aussi appelé agent vert.